# Trainspotting (film)
Trainspotting is een Britse film uit 1996, geregisseerd door Danny Boyle met in de hoofdrol Ewan McGregor. De film is gebaseerd op het gelijknamige boek van Irvine Welsh.

## Verhaal
Trainspotting vertelt het verhaal van de werkloze Mark Renton (Ewan McGregor) die samen met zijn zogenaamde vrienden het alledaagse leven in Edinburgh kleur probeert te geven. Hun leven bestaat voornamelijk uit bier drinken, uitgaan, drugs gebruiken en voetballen. Dat is hun manier om de jaren 90 door te komen. Door verschillende gebeurtenissen besluit Mark te kiezen voor een nieuw leven dat hij los van zijn verleden op wil bouwen in Londen. Als een van zijn vroegere vrienden, Begbie (Robert Carlyle), in Edinburgh in moeilijkheden komt, zoekt hij onderdak bij Mark. Wanneer ook de anderen naar Londen komen, lijkt Mark onder de druk van zijn Schotse vriendenclub al snel zijn oude leefgewoontes weer op te nemen.

## Rolverdeling
| Acteur            | Personage                   |
| ----------------- | --------------------------- |
| Ewan McGregor     | Mark "Rent Boy" Renton      |
| Ewen Bremner      | Daniel "Spud" Murphy        |
| Jonny Lee Miller  | Simon "Sick Boy" Williamson |
| Robert Carlyle    | Francis "Franco" Begbie     |
| Kevin McKidd      | Tommy MacKenzie             |
| Kelly Macdonald   | Diane Coulston              |
| Peter Mullan      | Swanney "Mother Superior"   |
| James Cosmo       | Mr. Renton                  |
| Eileen Nicholas   | Mrs. Renton                 |
| Fiona Bell        | Diane's moeder              |
| Pauline Lynch     | Lizzy                       |
| Susan Vidler      | Allison                     |
| Shirley Henderson | Gail Houston                |
| Stuart McQuarrie  | Gav Temperley               |
| Irvine Welsh      | Mikey Forrester             |
| Kevin Allen       | Andreas                     |
| Keith Allen       | Hugo, de dealer             |

## Filmmuziek
In de film Trainspotting is muziek te horen van o.a. Brian Eno, Iggy Pop, New Order, Blondie, Blur, Lou Reed en Underworld. Vooral Underworlds Born Slippy werd een grote hit.
Het betekende de doorbraak van deze band bij het grote publiek.

## Trivia
- Trainspotting was het (bioscoop)filmdebuut voor Kelly Macdonald (Diane).
- Ewen Bremner en Ewan McGregor spelen ook samen in Black Hawk Down.
- De titel van de film verwijst naar een fragment uit het boek dat in de film niet haalde (maar alsnog getoond werd in het vervolg). Hierin verkennen de personages een verlaten treinstation en vraagt een dakloze hen of ze komen treinspotten. Deze man blijkt later de vader van Begbie te zijn.
- De Britpopband Oasis werkte niet mee aan de soundtrack omdat de bandleden dachten dat de film over treinspotten ging.